# Konrad Blaschka mladší
Konrad Blaschka mladší (11. listopadu 1849 Hodkovice nad Mohelkou – 2. října 1913 Český Dub) byl textilní továrník v Českém Dubu.
Pocházel z rodiny textilního továrníka Konrada Blaschky z Hodkovic nad Mohelkou, ten měl několik synů, jeho nejstarší syn Johann Blaschka pokračoval v rodinné firmě v Hodkovicích a Konrád se jako mladší syn přiženil do rodiny českodubského továrníka Franze Schmitta. Po Schmittovi převzali firmu dva zeťové (Konrad byl zapsán jako spoluvlastník již roku 1881), od roku 1901 byl Konrad jediným vlastníkem. Po smrti Konrada v českodubské firmě pokračoval jeho syn Hermann Blaschka a jemu byl majetek konfiskován Benešovým dekretem roku 1945.

## Rodina

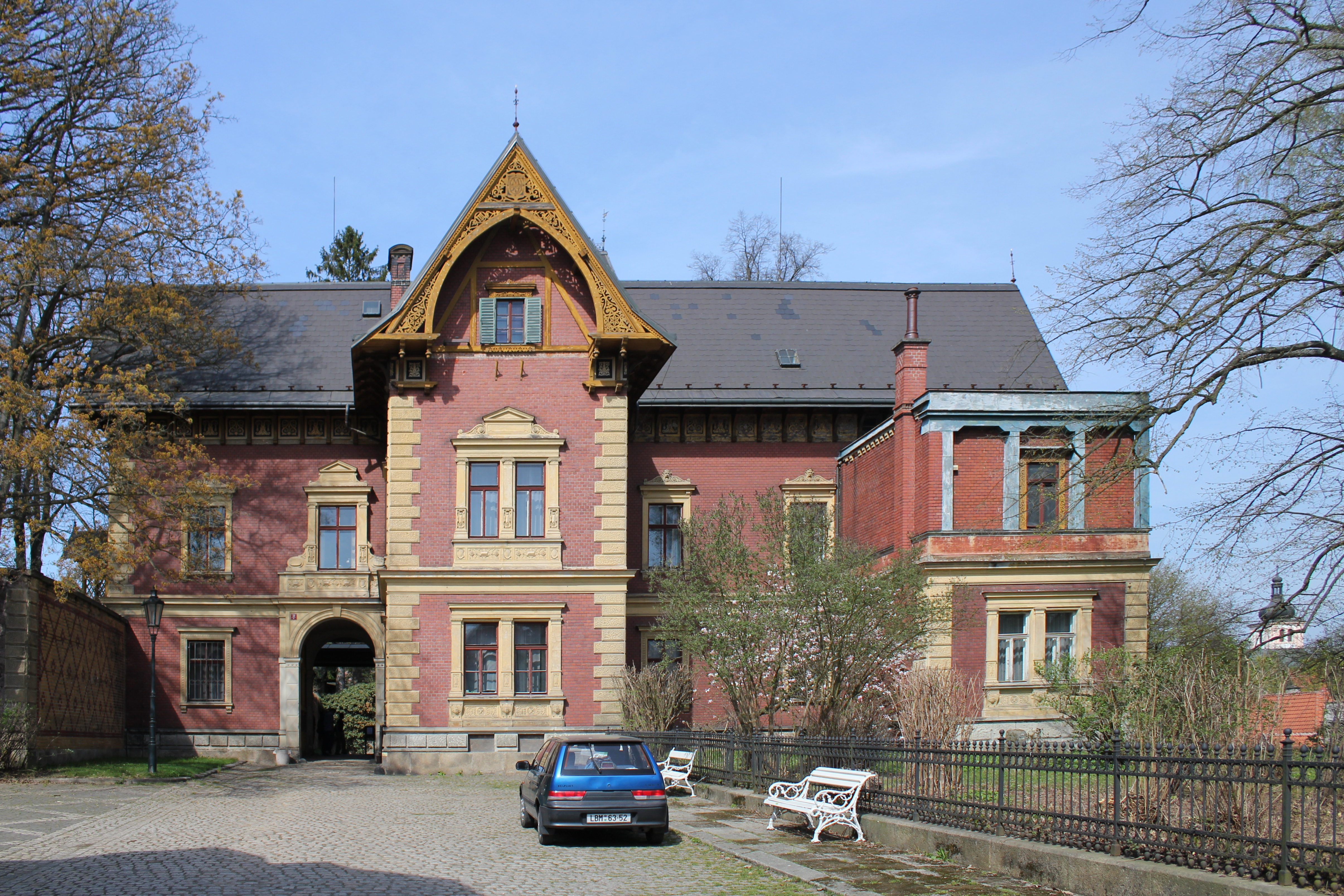
Bývalá vila Konrada Blaschky v Českém Dubu

Konrad si postupně vzal dvě dcery Franze Schmitta, se kterými měl celkem pět dětí. První manželka Marie (1861-1881) zemřela při porodu dcery.
- Marie Blaschka (1881-?), vzala si Theodora von Liebieg

S druhou ženou Arabellou (1863-1897) měl čtyři děti
- Helene (1885-?)
- Hermann (1888-?), pokračoval v rodinném podniku
- Arabella (1890-?), vzala si Oskara Klingera ml. z Nového Města pod Smrkem
- Konrad (1894-?)